# Psammastra oxygigas
Psammastra oxygigas är en svampdjursart som beskrevs av Claude Lévi 1993. Psammastra oxygigas ingår i släktet Psammastra och familjen Ancorinidae.
Artens utbredningsområde är Nya Kaledonien. Inga underarter finns listade i Catalogue of Life.